# Посос-де-Інохо
Посос-де-Інохо (ісп. Pozos de Hinojo) — муніципалітет в Іспанії, у складі автономної спільноти Кастилія-і-Леон, у провінції Саламанка. Населення — 53 особи (2020).
Муніципалітет розташований на відстані близько 230 км на захід від Мадрида, 65 км на захід від Саламанки.
На території муніципалітету розташовані такі населені пункти: (дані про населення за 2010 рік)
- Ель-Куартон: 0 осіб
- Ітуеріно: 0 осіб
- Посос-де-Інохо: 26 осіб
- Трагунтія: 21 особа
- Ель-Паланкар: 7 осіб

## Демографія
Динаміка населення (INE ):

## Зовнішні посилання
- Провінційна рада Саламанки: індекс муніципалітетів [Архівовано 23 квітня 2009 у Wayback Machine.]
- Посилання на Google Maps